# Dioula
Ej att förväxla med språket jola
Dioula (dyula, jula med flera stavningar förekommer) är ett mandespråk som talas i Västafrika, främst i  Burkina Faso och Elfenbenskusten. Det är mycket nära besläktat med bambara. Omkring 2,7 miljoner människor har språket som modersmål, men då diouli är ett gammalt handelsspråk och lingua franca i regionen är antalet människor som behärskar det betydligt fler.